# Saurita nigripalpia
Saurita nigripalpia är en fjärilsart som beskrevs av George Francis Hampson 1898. Saurita nigripalpia ingår i släktet Saurita och familjen björnspinnare. Inga underarter finns listade.